# Mathilde Johanssonová
Mathilde Johanssonová (* 28. dubna 1985, Göteborg, Švédsko) je
současná francouzská profesionální tenistka původem ze Švédska. Nejvýše byla ve dvouhře na žebříčku WTA umístěná na 59. místě (6. duben 2009). Na okruhu ITF vyhrála 7 turnajů ve dvouhře a 1 ve čtyřhře.
K tenisu přivedli Mathilde Johanssonovou rodiče ve věku sedmi let. Svůj první turnaj v kariéře na okruhu ITF hrála v roce 2000 v Egyptě. Do hlavní soutěže turnaje ženského okruhu WTA poprvé nastoupila v roce 2005 na domácím French Open, když dostala divokou kartu. Prohrála hned v 1. kole se šestou nasazenou Světlanou Kuzněcovovou. V následujících letech se na grandslamových turnajích dostala vždy maximálně do 2. kola.
Oblíbeným povrchem Mathildy je antuka a úderem bekhend. Mluví francouzsky, švédsky a anglicky. Má ráda japonskou kuchyni, oblíbenou knihou je pro ni Malý princ. Mezi její oblíbená města patří rodný Göteborg a také New York.

## Postavení na žebříčku WTA na konci sezóny

### Dvouhra
| Rok    | 2001 | 2002   | 2003   | 2004   | 2005   | 2006   | 2007   | 2008  | 2009   |
| Pořadí | 657. | ▲ 514. | ▼ 621. | ▲ 399. | ▲ 164. | ▲ 150. | ▲ 134. | ▲ 85. | ▼ 125. |

### Čtyřhra
| Rok    | 2002 | 2003   | 2004   | 2005   | 2006   | 2007   | 2008   | 2009   |
| Pořadí | 817. | ▲ 537. | ▲ 408. | ▲ 338. | ▼ 593. | ▲ 230. | ▲ 187. | ▲ 129. |